# Nuottakari (ö i Egentliga Finland, Nystadsregionen, lat 60,59, long 21,46)
Nuottakari är en ö i Finland.   Den ligger i kommunen Tövsala i den ekonomiska regionen Nystadsregionen och landskapet Egentliga Finland, i den sydvästra delen av landet, 200 km väster om huvudstaden Helsingfors.